# Mountain City (Tennessee)
Mountain City es un pueblo ubicado en el condado de Johnson en el estado estadounidense de Tennessee. En el Censo de 2010 tenía una población de 2.531 habitantes y una densidad poblacional de 295,59 personas por km².

## Geografía
Mountain City se encuentra ubicado en las coordenadas 36°28′10″N 81°48′18″O / 36.46944, -81.80500. Según la Oficina del Censo de los Estados Unidos, Mountain City tiene una superficie total de 8.56 km², de la cual 8.56 km² corresponden a tierra firme y (0%) 0 km² es agua.

## Demografía
Según el censo de 2010, había 2.531 personas residiendo en Mountain City. La densidad de población era de 295,59 hab./km². De los 2.531 habitantes, Mountain City estaba compuesto por el 96.84% blancos, el 0.99% eran afroamericanos, el 0.2% eran amerindios, el 0.2% eran asiáticos, el 0.04% eran isleños del Pacífico, el 0.71% eran de otras razas y el 1.03% pertenecían a dos o más razas. Del total de la población el 2.21% eran hispanos o latinos de cualquier raza.